# Macropsis lusis
Macropsis lusis är en insektsart som beskrevs av Kuoh 1981. Macropsis lusis ingår i släktet Macropsis och familjen dvärgstritar. Inga underarter finns listade i Catalogue of Life.